# Пилипецька сільська територіальна громада
Пилипецька сільська громада — об'єднана територіальна громада в Україні, в Хустському районі Закарпатської області. Адміністративний центр — село Пилипець. 
Площа становить 199,6 км². Населення - 7 095 ос. (2020р.).
Утворена 12 червня 2020 року шляхом об'єднання Пилипецької, Буковецької, Ізківської, Келечинської, Нижньостуденівської, Річківської і Тюшківської сільських рад Міжгірського району.

## Населені пункти
У складі громади 11 сіл:
- Пилипець
- Подобовець
- Розтока
- Буковець
- Потік
- Ізки
- Келечин
- Нижній Студений
- Верхній Студений
- Річка
- Тюшка